# ارنست کرچمر
 ارنست کرچمر (آلمانی: Ernst Kretschmer؛ ۸ اکتبر ۱۸۸۸ – ۸ فوریهٔ ۱۹۶۴) یک دانشمند در زمینه روان‌پزشکی اهل آلمان بود.